# Paoli (Colorado)
Pour les articles homonymes, voir Paoli.
Paoli est une ville américaine située dans le comté de Phillips dans le Colorado.
La ville est nommée Paoli par un ingénieur en chef du Chicago, Burlington and Quincy Railroad, en référence à la ville de Paoli, en Pennsylvanie, elle-même nommée en l'honneur de Pasquale Paoli.

## Démographie
| 1940 | 1950 | 1960 | 1970 | 1980 | 1990 |
| ---- | ---- | ---- | ---- | ---- | ---- |
| 85   | 91   | 81   | 52   | 81   | 29   |

| 2000 | 2010 | - | - | - | - |
| ---- | ---- | - | - | - | - |
| 42   | 34   | - | - | - | - |

Selon le recensement de 2010, Paoli compte 34 habitants. La municipalité s'étend sur 0,31 milles carrés (0,8 km2).